# Emmett Dalton
Emmett Dalton (Belton, 3 maggio 1871 – Los Angeles, 13 luglio 1937) è stato uno scrittore, attore e pistolero statunitense.

## Biografia
Nato nel Missouri, era il nono di dodici fratelli; i suoi undici fratelli erano Charles Benjamin "Ben", Henry Coleman, Franklin "Frank", Gratton Hanley "Grat", William Marion "Bill", Eva May, Robert Rennick "Bob", Leona Randolph, Nancy May e Simon Noel "Si".
Nel 1887 uno dei suoi fratelli, Frank, vice-sceriffo federale appartenente allo United States Marshals Service, venne ucciso in uno scontro a fuoco con la banda Dixon durante il servizio. I fratelli Bob e Grat, incitati anche dalla loro madre, iniziarono ad intrapresero la stessa vita che aveva scelto Frank, diventando uomini di legge in diverse località degli Stati Uniti.
La loro carriera di sceriffi si interruppe nel 1890, quando Grat Dalton venne arrestato per furto di cavalli (riuscirà a fuggire in seguito), mentre Bob intraprese l'attività di contrabbando di liquori verso le popolazioni native americane del luogo. Incarcerato e poi rilasciato, Bob formò con i fratelli una delle bande criminali più ricercate del periodo, cui partecipavano anche altri elementi non appartenenti alla famiglia. 
La cosiddetta banda Dalton quindi cominciò a rapinare banche, diligenze e treni. Emmett si unì a questa banda, insieme ad altri due uomini. La loro impresa terminò il 5 ottobre 1892, quando tentarono di rapinare due banche lo stesso giorno a Coffeyville, in Kansas, in modo da fare abbastanza soldi per lasciare il Paese. Quattro della banda rimasero uccisi in uno scontro a fuoco con le forze dell'ordine. Emmett Dalton rimase gravemente ferito, ricevendo 23 ferite da arma da fuoco, ma è sopravvissuto.
La condanna per lui, unico sopravvissuto, fu comunque esemplare: nel 1893 ricevette l'ergastolo, dichiarandosi colpevole di omicidio di secondo grado.
Tuttavia Dalton fu rilasciato nel giugno 1907, dopo 14 anni di reclusione scontati presso il penitenziario di Lansing (Kansas). Da uomo libero si trasferì in California e si sposò con Julia Johnson.
Nel 1918 raccontò le sue imprese e quelle dei fratelli un libro dal titolo Beyond the Law, pubblicato a puntate su un mensile londinese. Il serial è stato trasformato in un film con lo stesso nome, ovvero Beyond the Law, diretto da Theodore Marston (1918), in cui Dalton partecipò come attore nel ruolo di se stesso.
Nel 1931 pubblicò un altro libro, When the Daltons Rode, scritto insieme a Jack Jungmeyer Sr., un giornalista di Los Angeles. Anche questo libro è stato adattato come un film; venne infatti realizzato La vendetta dei Dalton (When the Daltons Rode), film del 1940 diretto da George Marshall. In questo film Emmett Dalton è stato interpretato da Frank Albertson.

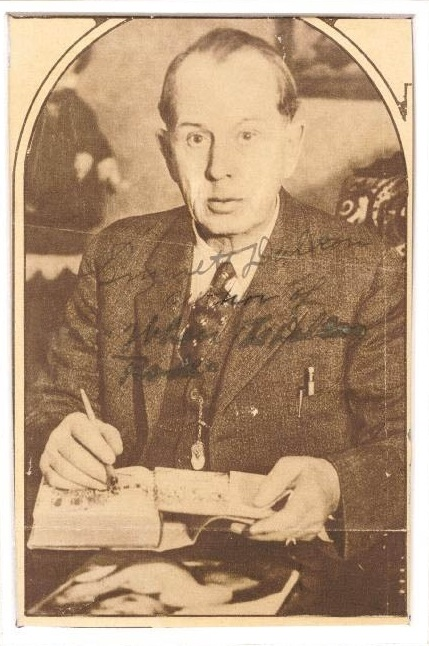
Dalton nel 1931

Morì a Los Angeles all'età di 66 anni, nel 1937. Sua moglie morì nel 1943. Entrambi sono seppelliti in Oklahoma.

## Opere
- Dalton, Emmett (1918). Beyond the Law. OCLC 779023614.
- Dalton, Emmett; Jungmeyer, Jack. When the Daltons Rode. Garden City, New York: Doubleday, Doran & Company, Inc. OCLC 558748021.
- Dalton, Emmett; Jungmeyer, Jack. West of 96. Butterick Publishing Company. OCLC 11723701.
- Dalton, Emmett. Prison delivery. Grafton, Massachusetts: R.F. Cummings. OCLC 461740841.

## Filmografia
Attore
- Beyond the Law, regia di Theodore Marston (1918)

Autore del soggetto
- Beyond the Law (1918)
- La vendetta dei Dalton (When the Daltons Rode) (1940)

## Nella cultura popolare
- Nel 1954 l'attore Robert Bray interpreta Emmett Dalton in un episodio della serie televisiva Stories of the Century.
- Nel 1954 l'attore William Tannen interpreta Dalton nel film Jesse James vs. the Daltons.
- Una caricatura di Emmett Dalton è apparsa nell'album di fumetti di Lucky Luke Fuorilegge (1954). In questo album è raffigurata la doppia rapina in Kansas ma, a differenza della storia fattuale, Emmett è ritratto come ucciso insieme ai suoi fratelli, incluso Bill Dalton, che non ha nemmeno preso parte al raid. Tale errore fu poi corretto tramite retcon nella storia Gli zietti Dalton, in cui viene detto che non solo sopravvisse, ma che durante la sua carriera criminale ebbe un figlio illegittimo: Emmett Dalton Junior. La popolarità scaturita dai Dalton nel fumetto, porto poi alla creazione di inetti cugini a loro identici per rimpiazzarli dopo la morte: i Fratelli Dalton.
  - Nella serie animata I Dalton, una delle guardie del penitenziario sembra essere una caricatura di Emmett, con cui condivide il nome.
- L'attore Tyler MacDuff ha interpretato Dalton in un episodio della serie-documentario You Are There nel 1957.
- L'attore Tom Skerritt nel 1963 ha interpretato Dalton in un episodio della serie TV Death Valley Days.
- Nel 1975 Emmett Dalton è stato interpretato dall'attore Tim Matheson per il film TV The Last Day.
- Il romanzo Desperadoes di Ron Hansen del 1979 parla della banda Dalton.
- Nel 1979 l'attore Larry Wilcox interpreta Dalton nel film TV La banda Dalton (The Last Ride of the Dalton Gang).
- Il Dalton Gang Hideout and Museum, che si trova a Meade (Kansas), è elencato nel National Register of Historic Places, il registro nazionale dei luoghi storici degli Stati Uniti.